# Vitry-sur-Loire
Vitry-sur-Loire település Franciaországban, Saône-et-Loire megyében. Lakosainak száma 423 fő (2022. január 1.). Vitry-sur-Loire Saint-Martin-des-Lais, Bourbon-Lancy, Cronat, Lesme és Maltat községekkel határos.

## Népesség
A település népessége az elmúlt években az alábbi módon változott:
| Lakosok száma | 442  | 438  | 444  | 432  | 427  | 423  | 418  | 418  | 423  |
|               | 2013 | 2015 | 2016 | 2017 | 2018 | 2019 | 2020 | 2021 | 2022 |